# Hishult
Hishult är en tätort i Laholms kommun och kyrkbyn i Hishults socken i Hallands län.

## Befolkningsutveckling
| Befolkningsutvecklingen i Hishult 1960–2020 | Befolkningsutvecklingen i Hishult 1960–2020 | Befolkningsutvecklingen i Hishult 1960–2020 | Befolkningsutvecklingen i Hishult 1960–2020 | Befolkningsutvecklingen i Hishult 1960–2020 |
| ------------------------------------------- | ------------------------------------------- | ------------------------------------------- | ------------------------------------------- | ------------------------------------------- |
|                                             |                                             |                                             |                                             |                                             |
| År                                          |                                             |                                             | Folkmängd                                   | Areal (ha)                                  |
| 1960                                        | 1960                                        |                                             | 278                                         |                                             |
| 1965                                        | 1965                                        |                                             | 250                                         |                                             |
| 1970                                        | 1970                                        |                                             | 316                                         |                                             |
| 1975                                        | 1975                                        |                                             | 355                                         |                                             |
| 1980                                        | 1980                                        |                                             | 356                                         |                                             |
| 1990                                        | 1990                                        |                                             | 346                                         | 73                                          |
| 1995                                        | 1995                                        |                                             | 392                                         | 74                                          |
| 2000                                        | 2000                                        |                                             | 365                                         | 74                                          |
| 2005                                        | 2005                                        |                                             | 356                                         | 74                                          |
| 2010                                        | 2010                                        |                                             | 332                                         | 74                                          |
| 2015                                        | 2015                                        |                                             | 328                                         | 96                                          |
| 2020                                        | 2020                                        |                                             | 338                                         | 96                                          |
|                                             |                                             |                                             |                                             |                                             |

## Samhället
I Hishult finns Hishults kyrka, Konsthallen Hishult och ett café med inredning från 1950-talet.
I Hishult finns även en gammal bro över Smedjeån.